# فريدا غيانيني
فريدا غيانيني (بالإيطالية: Frida Giannini)‏ هي مصممة أزياء إيطالية، ولدت في 1972 في روما في إيطاليا. كانت المديرة الإبداعية لبيت الأزياء الإيطالي غوتشي من 2006 إلى 2014.

## وصلات خارجية
- فريدا غيانيني على موقع IMDb (الإنجليزية)
- فريدا غيانيني على موقع الموسوعة البريطانية (الإنجليزية)